# Limnophila polystachyoides
Limnophila polystachyoides är en grobladsväxtart som beskrevs av Blatter. Limnophila polystachyoides ingår i släktet Limnophila och familjen grobladsväxter. Inga underarter finns listade i Catalogue of Life.